# William Nicol
William Nicol (Humbie, 1768 o 1770 – Edimburg, 2 de setembre de 1851) va ser un físic i geòleg escocès que va inventar el prisma de Nicol, que és el primer aparell amb el qual es va obtenir llum polaritzada plana, l'any 1828.

## Biografia
Nasqué a Humbie, East Lothian, el 1770, encara que a la làpida de la seva tomba posi 1766.
Començà ajudant el seu oncle Henry Moyes, un científic que era cec i que el necessitava en les seves demostracions de química i òptica. Nicol va donar lliçons a la Universitat d'Edimburg, i a Edimburg va viure una vida retirada. Va fer estudis de les inclusions de fluids en els cristalls i de l'estructura microscòpica de la fusta fòssil. No va publicar res fins a l'any 1826.
Nicol va fer el seu prisma biseccionant un paral·lelipíped d'espat d'Islàndia (carbonat de calci cristal·litzat) per la seva diagonal més curta i, després, va cimentar-ne les parts amb bàlsam del Canadà.
El 1815, Nicol va desenvolupar un mètode per preparar seccions fines de cristalls i roques per ser estudiades en el microscopi. La seva tècnica implicava cimentar l'espècimen en un full de vidre i moldre'l amb cura fins a fer-lo extremadament fi. Això va fer possible veure les mostres minerals per la llum transmesa en lloc de la llum reflectida i, per tant, se'n podia veure l'estructura interna.
El Dorsum Nicol de la Lluna rep el seu cognom.